# Yanick Lahens

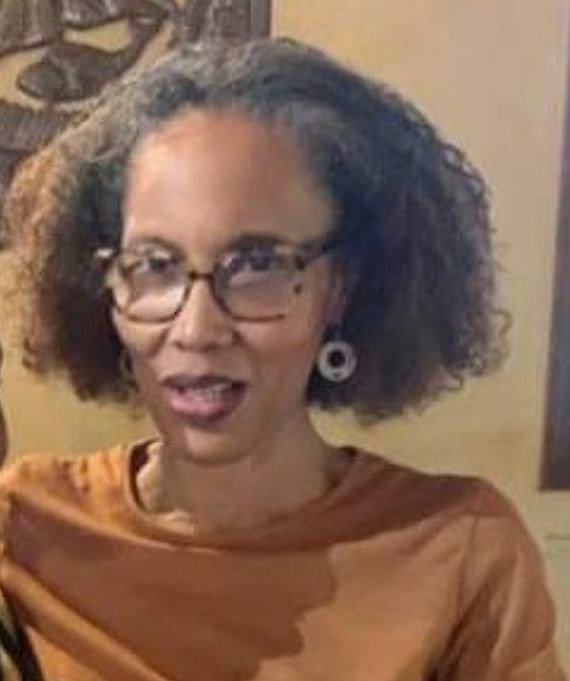
Yanick Lahens (2020)

Yanick Lahens (* 1953 in Port-au-Prince, Haiti) ist eine haitianische Schriftstellerin und Radiomoderatorin. Sie gilt als eine der bedeutendsten zeitgenössischen Stimmen ihres Landes und eine der führenden Intellektuellen Haitis. Nach dem Studium von Literaturwissenschaften in Paris wurde sie Dozentin für Literatur an der Ecole Normale Superieure Universität in Port-au-Prince. Heute publiziert sie außerdem für Radio und Printmedien und enangiert sich, in sozialen Projekten, für die junge Generation.

## Leben
Yanick Lahens wurde in Port-au-Prince geboren. Ihre Schulausbildung absolvierte sie in Paris, wo sie auch später die Sorbonne besuchte und Literaturwissenschaften studierte. Danach kehrte sie nach Haiti zurück und lehrte bis 1995 an der staatlichen Universität École Normale Supérieure. 1998 wurde sie Leiterin des Projektes Route de l’esclange, das sich mit der Sklaverei auf lokaler Ebene beschäftigte, vor allem aus dem Kontext kultureller und wissenschaftlicher Sicht. Außerdem war sie Gründungsmitglied der haitianischen Schriftstellervereinigung.
Sie ist eine entschiedene Kämpferin gegen den Analphabetismus und für Jugendrechte.
Als Moderatorin hat sie die regelmäßige Sendung Entre Nous. Als Autorin ist sie neben ihrer Arbeit an Büchern auch als Autorin von Artikeln in Kulturmagazinen in Haiti und den Antillen tätig, so in Cultura und Boutures.
Ihre literarische Karriere begann mit Essays über Schriftsteller. Sie hat relativ spät mit dem Schreiben begonnen. 1990 wurde ihr Essay L’exil entre l’ancrage et la fuite: l’écrivain haitien (Das Exil zwischen Verankerung und Flucht: der haitianische Schriftsteller) ins Englische übertragen. Ihr erster Roman war Dans la maison au pere aus dem Jahr 2000 (dt. als Tanz der Ahnen, 2004).
2002 erhielt sie den Förderpreis der Initiative LiBeraturpreis. Sie ist heute wieder als Professorin an der École Normale Supérieure in Port-au-Prince tätig und lebt in Haitis Hauptstadt.
Im Jahr 2010 erschien ihr Roman Und plötzlich tut sich der Boden auf. Ein Journal, in dem sie eindringlich eine Chronik der Ereignisse um das Erdbeben in Haiti 2010 beschreibt. Das Buch ist auch in deutscher Übersetzung erschienen.
2014 wurde ihr Roman Bain de lune mit dem Prix Femina ausgezeichnet.

## Werk
- Tante Resia et les Dieux (Tante Resia und die Götter), Kurzgeschichtenband, 1994
- Dans la maison du pere (Tanz der Ahnen. Rotpunktverlag, Zürich 2011, 2. Auflage), Roman, 2000
- La folie etait venue avec la plui (Der Wahnsinn kam mit dem Regen), Kurzgeschichten, 2006
- Failles (Und plötzlich tut sich der Boden auf. Ein Journal. Rotpunktverlag, Zürich 2011)
- La couleur de l`aube (Morgenröte. Roman. Rotpunktverlag, Zürich 2012)
- Guillaume et Nathalie, Roman, 2013
- Bain de lune, Roman, 2014
- Douces déroutes (Sanfte Debakel, Litradukt, Trier 2021), Roman 2018